# Antanaklaza
Antanaklaza (grč. ἀνταάκλασις = odjek, refleksija; anti = protiv, ana = gore, klasis = saginjanje, prijelom) homonimna je figura kojom se ponavljaju riječi, ali u drukčijem značenju, koristeći njihovo homografno ili homofono svojstvo.

## Primjeri antanaklaze
- Spor je sudski spor.
- Pao joj je list na list papira.
- Moja je Dunja mirisala lijepo kao dunja.

- Tin Ujević, „Bura na Braču”

O te muke tvoga plača,

o te pjesme tvoga Brača,

izbodene povrh drača:

buro, ti si blokus Brača.